# Liste der Stolpersteine in Midden-Kennemerland

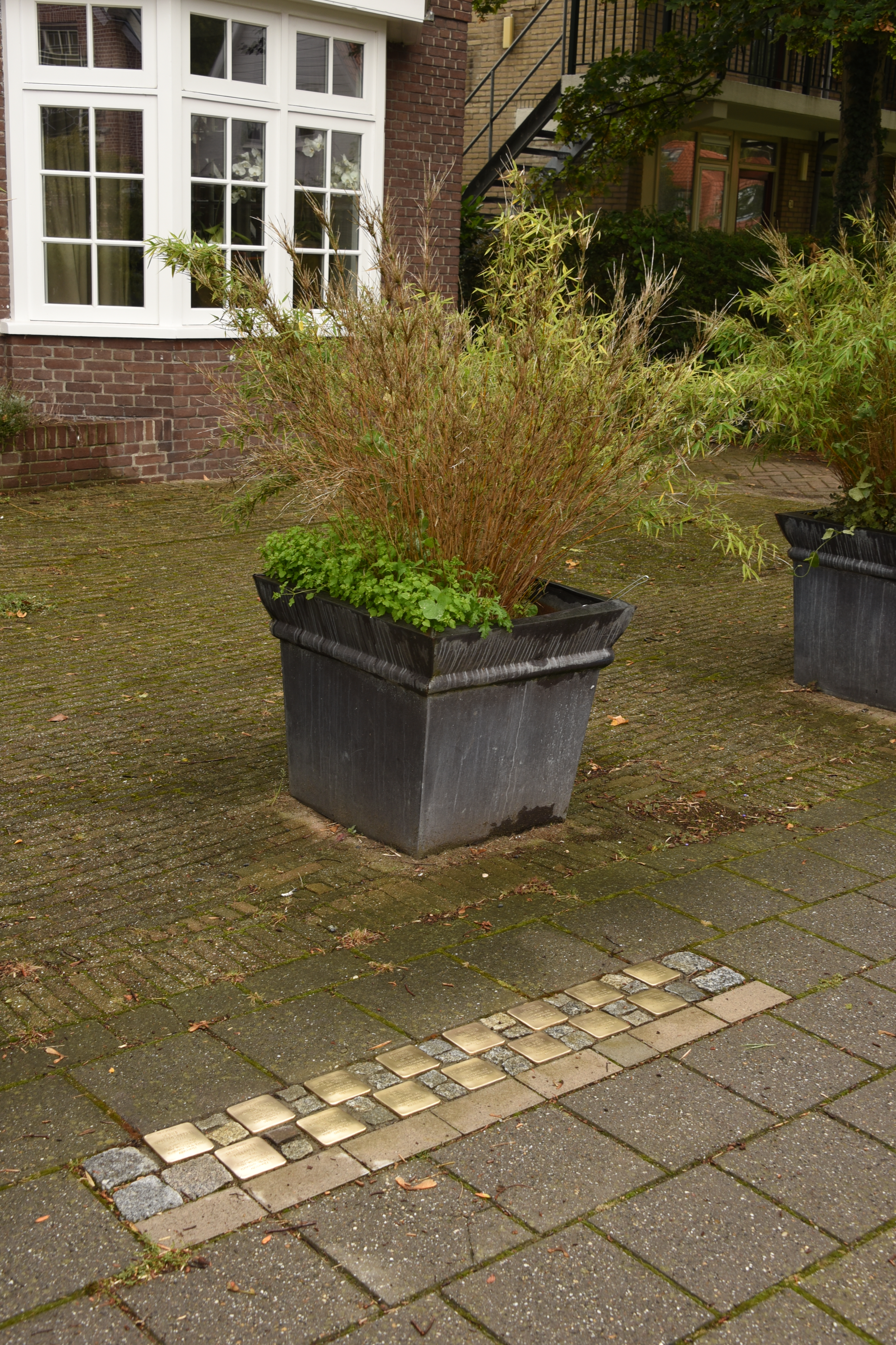
Stolpersteine in Santpoort-Zuid

Die Liste der Stolpersteine in Midden-Kennemerland umfasst jene Stolpersteine, die vom deutschen Künstler Gunter Demnig in Midden-Kennemerland verlegt wurden, einer Region in der niederländischen Provinz Nordholland. Stolpersteine sind Opfern des Nationalsozialismus gewidmet, all jenen, die vom NS-Regime drangsaliert, deportiert, ermordet, in die Emigration oder in den Suizid getrieben wurden. Demnig verlegt für jedes Opfer einen eigenen Stein, im Regelfall vor dem letzten selbst gewählten Wohnsitz.
Die Agglomeration IJmond (NL323), auch bekannt als Midden-Kennemerland, besteht aus den Gemeinden Beverwijk, Heemskerk und Velsen. Neunzehn Stolpersteine wurden in Beverwijk verlegt, achtzehn in Velsen. Da das Stolpersteine-Projekt nicht abgeschlossen ist, kann diese Liste unvollständig sein. Die Verlegung des ersten Stolpersteines in dieser Region fand am 16. April 2014 in Beverwijk statt.

## Verlegte Stolpersteine
In der Gemeinde Beverwijk liegen 19 Stolpersteine (neun in Beverwijk und zehn im eingemeindeten Wijk aan Zee), in der Gemeinde Velsen liegen achtzehn (15 in Santpoort-Zuid, drei in Velsen-Noord).

### Beverwijk
Im nordholländischen Beverwijk wurden neun Stolpersteine an sechs Adressen verlegt.
| Stolperstein | Übersetzung | Verlegeort                 | Name, Leben                           |
| ------------ | --- | -------------------------- | ------------------------------------- |
|              | HIER WOHNTE HENDRIK VAN DER AAR GEB. 1925 ABGEFÜHRT BEI DER RAZZIA 16.4.1944 NACH KAMP AMERSFOORT UMGEKOMMEN 14.11.1944 PERES          | Beverwijk, Hoflanderweg 54 | Hendrik van der Aar (1925–1944)       |
|              | HIER WOHNTE CORNELIS HERMANUS BART GEB. 1925 ABGEFÜHRT BEI DER RAZZIA 16.4.1944 NACH KAMP AMERSFOORT UMGEKOMMEN 8.12.1944 BORNA        | Beverwijk, Arendsweg 75    | Cornelis Hermanus Bart (1925–1944)    |
|              | HIER WOHNTE LAURENS JOHANNES BÜLLER GEB. 1880 ERMORDET BEI DER AKTION SILBERTANNE VOR SEINER HAUSTÜRE 9.4.1944                         | Beverwijk, Vondellaan 22   | Laurens Johannes Büller (1880–1944)   |
|              | HIER WAR UNTERGETAUCHT BENJAMIN DRUIJF GEB. 1907 VERHAFTET 31.3.1944 WESTERBORK UMGEKOMMEN 10.5.1945 MAUTHAUSEN                        | Beverwijk, Bankenlaan 58   | Benjamin Druijf (1907–1945)           |
|              | HIER WAR UNTERGETAUCHT LENA DRUIJF GEB. 1935 VERHAFTET 31.3.1944 WESTERBORK ERMORDET 22.5.1944 AUSCHWITZ                               | Beverwijk, Bankenlaan 58   | Lena Druijf (1935–1944)               |
|              | HIER WAR UNTERGETAUCHT DUIFJE DRUIJF- COHEN GEB. 1911 VERHAFTET 31.3.1944 WESTERBORK UMGEKOMMEN 15.11.1944 AUSCHWITZ                   | Beverwijk, Bankenlaan 58   | Duifje Druijf-Cohen (1911–1944)       |
|              | HIER WOHNTE ISIDORUS JACOBUS HENNEMAN GEB. 1919 ABGEFÜHRT BEI DER RAZZIA 16.4.1944 NACH KAMP AMERSFOORT UMGEKOMMEN 7.12.1944 AMMENDORF | Beverwijk, Hoflanderweg 71 | Isidorus Jacobus Henneman (1919–1944) |
|              | HIER WOHNTE PETRUS HOOGEWERF GEB. 1926 ABGEFÜHRT BEI DER RAZZIA 16.4.1944 NACH KAMP AMERSFOORT UMGEKOMMEN 22.12.1944 ZÖSCHEN           | Beverwijk, Hoflanderweg 6  | Petrus Hoogewerf (1926–1944)          |
|              | HIER WOHNTE HENDRIK STRATMANN GEB. 1896 VERHAFTET 31.3.1944 VUGHT / SACHSENHAUSEN UMGEKOMMEN 26.4.1945 WITTSTOCK                       | Beverwijk, Bankenlaan 58   | Hendrik Stratmann (1896–1945)         |

### Santpoort-Zuid
In Santpoort-Zuid, zugehörig zur Gemeinde Velsen, wurden 15 Stolpersteine an einer Anschrift verlegt.
| Stolperstein | Übersetzung                                                                                             | Verlegeort                                          | Name, Leben                       |
| ------------ | --- | --------------------------------------------------- | --------------------------------- |
|              | HIER WOHNTE REINTJE VAN AMERONGEN GEB. 1921 DEPORTIERT 1942 AUS WESTERBORK ERMORDET 24.9.1942 AUSCHWITZ | Santpoort-Zuid, Duinlustparkweg 96 (vormals Nr. 60) | Reintje van Amerongen (1921–1942) |
|              | HIER WOHNTE SARA VAN AMERONGEN GEB. 1923 DEPORTIERT 1943 AUS WESTERBORK ERMORDET 5.3.1943 SOBIBOR       | Santpoort-Zuid, Duinlustparkweg 96 (vormals Nr. 60) | Sara van Amerongen (1923–1943)    |
|              | HIER WOHNTE ANTJE BILDERBEEK GEB. 1923 DEPORTIERT 1943 AUS WESTERBORK ERMORDET 5.3.1943 SOBIBOR         | Santpoort-Zuid, Duinlustparkweg 96 (vormals Nr. 60) | Antje Bilderbeek (1923–1943)      |
|              | HIER WOHNTE SCHOONTJE BRILLEMAN GEB. 1922 DEPORTIERT 1943 AUS WESTERBORK ERMORDET 5.3.1943 SOBIBOR      | Santpoort-Zuid, Duinlustparkweg 96 (vormals Nr. 60) | Schoontje Brilleman (1922–1943)   |
|              | HIER WOHNTE MINA ENGERS GEB. 1926 DEPORTIERT 1943 AUS WESTERBORK ERMORDET 16.4.1943 SOBIBOR             | Santpoort-Zuid, Duinlustparkweg 96 (vormals Nr. 60) | Mina Engers (1926–1943)           |
|              | HIER WOHNTE KAATJE GOKKES GEB. 1925 DEPORTIERT 1943 AUS WESTERBORK ERMORDET 5.3.1943 SOBIBOR            | Santpoort-Zuid, Duinlustparkweg 96 (vormals Nr. 60) | Kaatje Gokkes (1925–1943)         |
|              | HIER WOHNTE SOPHIA GUDEMA GEB. 1926 DEPORTIERT 1943 AUS WESTERBORK ERMORDET 14.5.1943 SOBIBOR           | Santpoort-Zuid, Duinlustparkweg 96 (vormals Nr. 60) | Sophia Gudema (1926–1943)         |
|              | HIER WOHNTE SAARTJE KNAP GEB. 1926 DEPORTIERT 1943 AUS WESTERBORK ERMORDET 5.3.1943 SOBIBOR             | Santpoort-Zuid, Duinlustparkweg 96 (vormals Nr. 60) | Saartje Knap (1926–1943)          |
|              | HIER WOHNTE RUTH RACHEL LEHRMANN GEB. 1925 DEPORTIERT 1942 AUS WESTERBORK ERMORDET 30.9.1942 AUSCHWITZ  | Santpoort-Zuid, Duinlustparkweg 96 (vormals Nr. 60) | Ruth Rachel Lehrmann (1925–1942)  |
|              | HIER WOHNTE HENNY MONASCH GEB. 1923 DEPORTIERT 1943 AUS WESTERBORK ERMORDET 9.7.1943 SOBIBOR            | Santpoort-Zuid, Duinlustparkweg 96 (vormals Nr. 60) | Henny Monasch (1923–1943)         |
|              | HIER WOHNTE MIETJE MUG GEB. 1923 DEPORTIERT 1942 AUS WESTERBORK ERMORDET 24.9.1942 AUSCHWITZ            | Santpoort-Zuid, Duinlustparkweg 96 (vormals Nr. 60) | Mietje Mug (1923–1942)            |
|              | HIER WOHNTE CATHARINA PARSER GEB. 1927 DEPORTIERT 1943 AUS WESTERBORK ERMORDET 2.4.1943 SOBIBOR         | Santpoort-Zuid, Duinlustparkweg 96 (vormals Nr. 60) | Catharina Parser (1927–1943)      |
|              | HIER WOHNTE SCHOONTJE VAN SISTER GEB. 1924 DEPORTIERT 1943 AUS WESTERBORK ERMORDET 5.3.1943 SOBIBOR     | Santpoort-Zuid, Duinlustparkweg 96 (vormals Nr. 60) | Schoontje van Sister (1924–1943)  |
|              | HIER WOHNTE GISELA SPICKER GEB. 1926 DEPORTIERT 1943 AUS WESTERBORK ERMORDET 5.3.1943 SOBIBOR           | Santpoort-Zuid, Duinlustparkweg 96 (vormals Nr. 60) | Gisela Spicker (1926–1943)        |
|              | HIER WOHNTE KLARA VIERRA GEB. 1923 DEPORTIERT 1943 AUS WESTERBORK ERMORDET 5.3.1943 SOBIBOR             | Santpoort-Zuid, Duinlustparkweg 96 (vormals Nr. 60) | Klara Vierra (1923–1943)          |

### Velsen-Noord
In Velsen-Noord wurden drei Stolpersteine an zwei Anschriften verlegt.
| Stolperstein | Übersetzung | Verlegeort                             | Name, Leben                             |
| ------------ | --- | -------------------------------------- | --------------------------------------- |
|              | AM WIJKERSTRAATWEG 42 WOHNTE DIRK GROEN GEB. 1923 FESTGENOMMEN BEI RAZZIA 16.4.1944 KAMP AMERSFOORT UMGEKOMMEN 1.11.1944 OBHAUSEN / SCHAFSTÄDT | Velsen-Noord, 16 April Pad-Corverslaan | Dirk Groen (1923–1944)                  |
|              | HIER WOHNTE JOHANNES HENDRIKUS RIETVELD GEB. 1919 FESTGENOMMEN BEI RAZZIA 16.4.1944 KAMP AMERSFOORT UMGEKOMMEN 30.10.1944 ZÖSCHEN              | Velsen-Noord, Banjaertstraat 10        | Johannes Hendrikus Rietveld (1919–1944) |
|              | HIER WOHNTE SANDER HENDRIK RIETVELD GEB. 1921 FESTGENOMMEN BEI RAZZIA 16.4.1944 KAMP AMERSFOORT UMGEKOMMEN 21.11.1944 ZÖSCHEN                  | Velsen-Noord, Banjaertstraat 10        | Sander Hendrik Rietveld (1921–1944)     |

### Wijk aan Zee
In Wijk aan Zee, einem Dorf am Meer, welches seit 1936 zur Gemeinde Beverwijk zählt, wurden zehn Stolpersteine an fünf Adressen verlegt.
| Stolperstein | Übersetzung | Verlegeort                                        | Name, Leben                                                |
| ------------ | --- | ------------------------------------------------- | ---------------------------------------------------------- |
|              | HIER WOHNTE ARIANE BELINFANTE GEB. 1933 DEPORTIERT 1944 AUS WESTERBORK THERESIENSTADT ERMORDET 15.10.1944 AUSCHWITZ            | Wijk aan Zee, Zwaanstraat / Voorstraat            | Ariane Belinfante (1933–1944)                              |
|              | HIER WOHNTE EMILIE BELINFANTE GEB. 1875 DEPORTIERT 1944 AUS WESTERBORK THERESIENSTADT ERMORDET 25.9.1944                       | Wijk aan Zee, Zwaanstraat / Voorstraat            | Emilie Belinfante (1875–1944)                              |
|              | HIER WOHNTE ERNST BELINFANTE GEB. 1906 [...]                                                                                   | Wijk aan Zee, Zwaanstraat / Voorstraat            | Ernst Belinfante (1906–1945)                               |
|              | HIER WOHNTE RALPH RONALD BELINFANTE GEB. 1936 ERMORDET 15.10.1944 AUSCHWITZ                                                    | Wijk aan Zee, Zwaanstraat / Voorstraat            | Ralph Ronald Belinfante (1936–1944)                        |
|              | HIER WOHNTE RAPHAEL BELINFANTE GEB. 1890 DEPORTIERT 1944 AUS WESTERBORK THERESIENSTADT ERMORDET 31.10.1944 AUSCHWITZ           | Wijk aan Zee, Zwaanstraat / Voorstraat            | Raphaël Belinfante (1880–1944)                             |
|              | HIER WOONDE HENRIETTE BELINFANTE-KOORD GEB. 1904 GEDEPORTEERD 1944 UIT WESTERBORK THERESIENSTADT VERMOORD 15.10.1944 AUSCHWITZ | Wijk aan Zee, Zwaanstraat / Voorstraat            | Henriëtte Belinfante-Koord (1904–1944)                     |
|              | HIER WOHNTE JOHANNES GERARDUS DE BOER GEB. 1919 GEFASST BEI RAZZIA 16.4.1944 LAGER AMERSFOORT UMGEKOMMEN 26.11.1944 PERES      | Wijk aan Zee, Voorstraat 32                       | Johannes Gerardus de Boer (1919–1945)                      |
|              | AM OLDEBORGHWEG WOHNTE CORNELIS MARINUS BOL GEB. 1925 GEFASST BEI RAZZIA 16.4.1944 LAGER AMERSFOORT UMGEKOMMEN 8.3.1945 PERES  | Wijk aan Zee, Oldeborghweg / Verlengde Voorstraat | Cornelis Marinus Bol (1925–1945), ook wel genoemd Kees Bol |
|              | HIER WOHNTE JOHANNES OFFENBERG GEB. 1924 BEI RAZZIA GEFASST 16.4.1944 LAGER AMERSFOORT UMGEKOMMEN 17.1.1945 AMMENDORF          | Wijk aan Zee, Boothuisplein 15                    | Johannes Offenberg (1924–1945)                             |
|              | HIER WOHNTE FRANCISCUS CORNELIS VAN SON GEB. 1900 BEI RAZZIA GEFASST 16.4.1944 LAGER AMERSFOORT UMGEKOMMEN 1.5.1945 BERLIN     | Wijk aan Zee, Voorstraat 10                       | Franciscus Cornelis van Son (1900–1945)                    |

## Verlegedaten
- 16. April 2014: Beverwijk (Arendsweg 75, Bankenlaan 58, Hoflanderweg 54, Vondellaan 22)
- 16. April 2015: Wijk aan Zee (Boothuisplein 15)
- 7. Oktober 2018: Velsen-Noord
- Zusendung im April 2021: Santport-Zuid (in dieser Liste noch nicht enthalten)

In der Gemeinde Heemskerk wurden bislang keine Stolpersteine verlegt. (Stand Oktober 2021)